# Raïon de Khortytsia
Pour les articles homonymes, voir Khortytsia (homonyme).
Le raïon de Khortytsia (en ukrainien : Хортицький район) est un raïon (district) urbain de Zaporijjia de l'oblast éponyme.

## Situation
Il englobe des territoires de l'ouest de la ville.

## Historique
Il est créé en 1995 à la place du raïon Lénine.

## Lieux d’intérêt

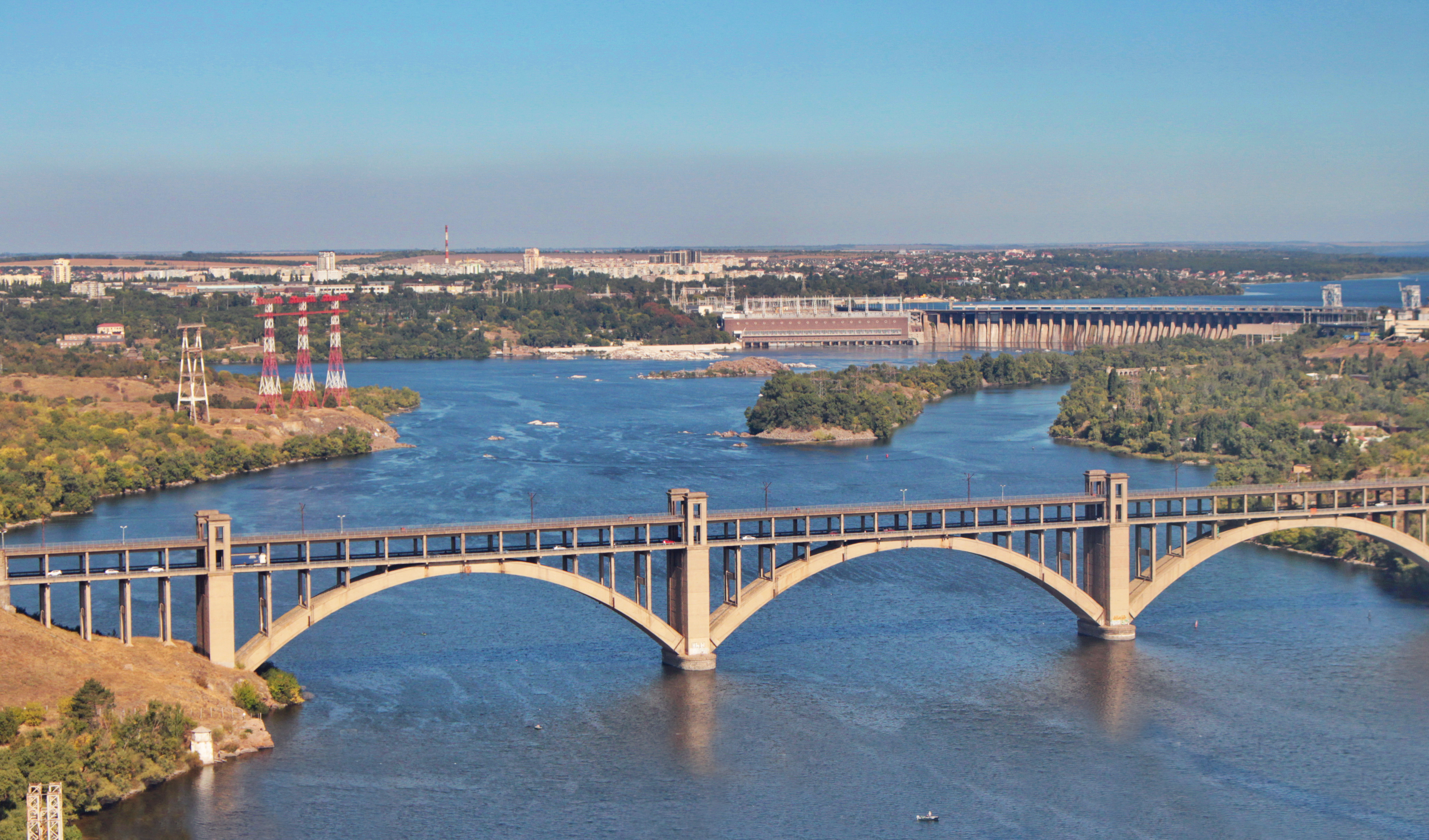
Le Pont Préobrajenski.